# Oecetis alticolaria
Oecetis alticolaria är en nattsländeart som beskrevs av Wolfram Mey 1998. Oecetis alticolaria ingår i släktet Oecetis och familjen långhornssländor. Inga underarter finns listade i Catalogue of Life.